# تشهارقاش تشري (بهمئي غرمسيري الشمالي)
تشهارقاش تشري (بالفارسية: چهارقاش چری) هي قرية تقع في إيران في قسم بهمئي غرمسیري الشمالي الريفي. يقدر عدد سكانها بـ 58 نسمة.في 13 عائلة حسب إحصاء سكان عام 2006.